# Central-Theater Esslingen

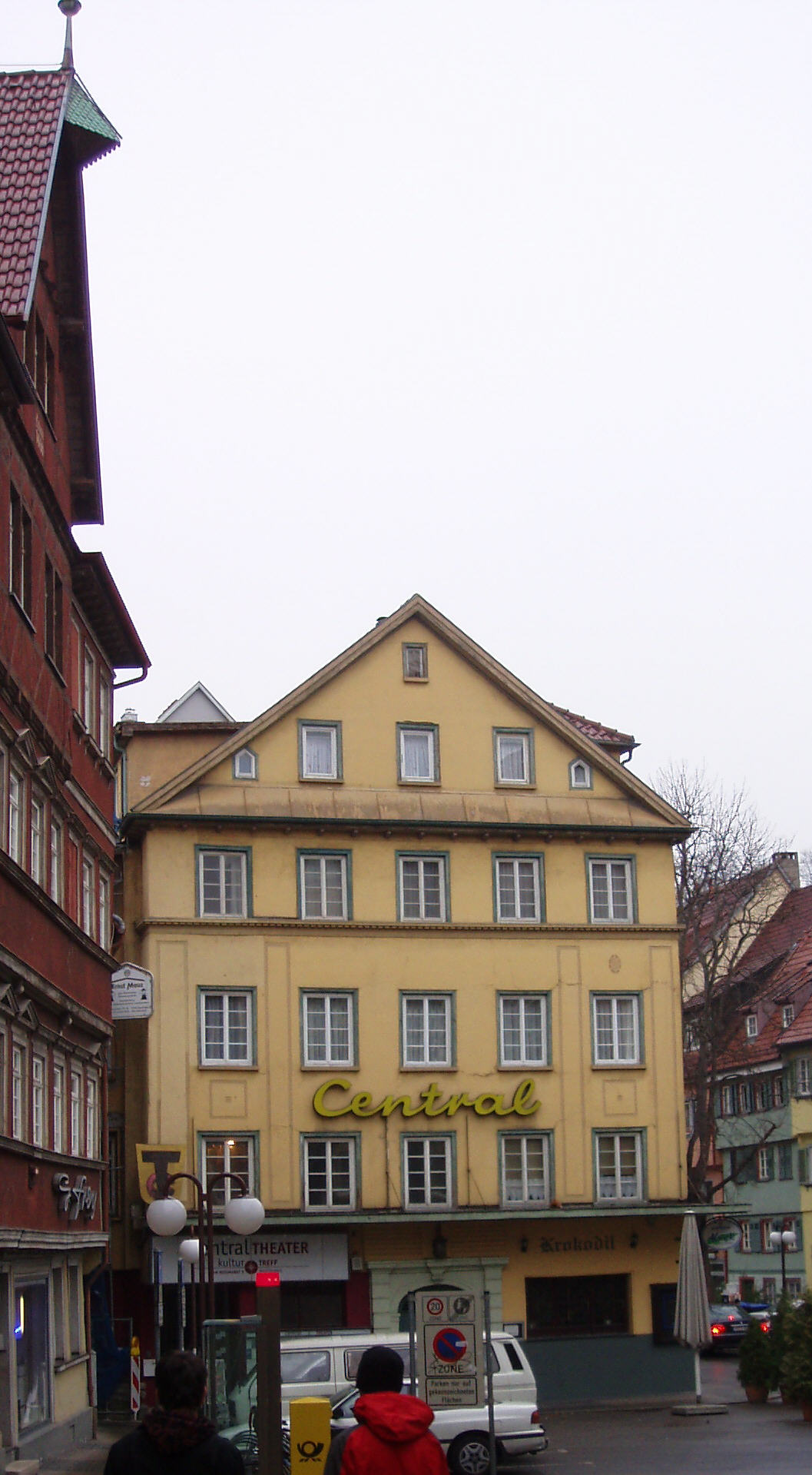
Das Central

Das Central am Rossmarkt in Esslingen ist das älteste erhaltene Kino Baden-Württembergs.

## Geschichte des Hauses
Das Bauwerk, in dem sich das Kino befindet, wurde 1629 unter dem Namen „Herberge zum Hammel“ zum ersten Mal urkundlich erwähnt. Später wurde es in „Gasthaus Zum Goldenen Lamm“ umbenannt; die ehemaligen Ställe und Scheunen wurden um die Mitte des 19. Jahrhunderts in eine Brennerei und eine Bierbrauerei umgewandelt; 1861 wurde das Haus aufgestockt. 

## Geschichte des Kinos
1913 wurde das Lichtspieltheater mit etwa 300 Sitzplätzen als drittes Kino Esslingens im Südflügel des Gebäudes eingerichtet. Der Nordflügel mit dem barocken Portal blieb Gastwirtschaft. Seit 1986 steht das Kino unter Denkmalschutz.
Heute dient das Haus auch als Kulturtreff und Kleinkunstbühne. Seit Januar 2018 agiert in den Räumlichkeiten der Verein Kunstdruck CentralTheater mit Theater, Gastspielen und Workshops.

## Ausstattung
Das Kino arbeitete bis zur vorläufig letzten Vorführung 1989 noch mit B-8-Projektoren von Bauer und ist noch mit der originalen Ausstattung der 1950er-Jahre eingerichtet. Der Heizkörper im runden Foyer ist neubarock. Hinter einer Wandbespannung blieben neoklassizistische Stuckornamente bewahrt. Ein Pressebericht von der Eröffnung lobt die Wirkung der „vornehmen architekturstimmungsvollen Farbengebung“. Offenbar war ursprünglich der gesamte Zuschauerraum mit Wandmalereien geschmückt. Das Agraffenmotiv ist zum Teil in Reliefform ausgearbeitet und erhalten geblieben.
Von 2005 bis 2017 wurde das Central renoviert. Dabei wurde unter der Loge eine Nische mit Originalbemalung aus dem Jahr 1913 entdeckt; ebenso wurden die originale Kassettendecke und die ursprüngliche Projektionsfläche freigelegt. Im Zuge der Renovierungsbestrebungen wurden Spendengelder durch Vermittlung von Patenschaften für die denkmalgeschützten Kinositze gesammelt, da die Gelder, mit denen verschiedene Stiftungen die Renovierung unterstützten, nicht ausreichten.